# 스피드스케이팅 여자 5000m 대한민국 기록 추이
스피드 스케이팅 대한민국 기록은 대한 빙상 경기 연맹이 공인하고 관리한다.
다음은 여자 500m 대한민국 기록 추이이다.
| # | 시간        | 차이 | 선수   | 소속         | 날짜         | 대회명                                 | 장소          | 경기장               | 주석 및 기타                      | 동영상 |
|   | 8분 39초 09 | -    | 박정은 | 숭의국민학교 | 1988. 02. 24 | 제43회 전국 남녀 종합 빙상 선수권 대회 | 대한민국 서울 | 태릉 국제 스케이트장 | 종전 기록 8분 43초 03 김현나 85년 |        |

## 같이 보기
- 스피드 스케이팅 여자 500m 세계 기록 추이
- 스피드 스케이팅 남자 500m 세계 기록 추이
- 스피드 스케이팅 남자 500m 대한민국 기록 추이